# Ptilotrichum baeticum
Ptilotrichum baeticum là một loài thực vật có hoa trong họ Cải. Loài này được (P.Küpfer) ined. miêu tả khoa học đầu tiên.